# Карвалю-де-Егаш
Карвалю-де-Егаш (порт. Carvalho de Egas; МФА: [kaɾ.ˈva.ʎu dɨ ˈe.gɐʃ]) — парафія в Португалії, у муніципалітеті Віла-Флор. Розташована в північно-східній частині країни, на теренах історичної португальської провінції Трансмонтана. Входить до складу округу Браганса. За адміністративним поділом, чинним до 1976 року, терени парафії були складовою провінції Трансмонтана і Верхнє Дору. Належить до Брагансько-Мірандської діоцезії Католицької церкви. Патрон — свята Катерина. Площа — 2,8902 км². Населення — 114 ос. (2011). Слабо урбанізований регіон. Густота населення — 39,44 осіб/км²
. Код — 041004.

## Населення
| Кількість мешканців | Кількість мешканців | Кількість мешканців | Кількість мешканців | Кількість мешканців | Кількість мешканців | Кількість мешканців | Кількість мешканців | Кількість мешканців | Кількість мешканців | Кількість мешканців | Кількість мешканців | Кількість мешканців | Кількість мешканців | Кількість мешканців |
| ------------------- | ------------------- | ------------------- | ------------------- | ------------------- | ------------------- | ------------------- | ------------------- | ------------------- | ------------------- | ------------------- | ------------------- | ------------------- | ------------------- | ------------------- |
| 1864                | 1878                | 1890                | 1900                | 1911                | 1920                | 1930                | 1940                | 1950                | 1960                | 1970                | 1981                | 1991                | 2001                | 2011                |
| 199                 | 233                 | 262                 | 216                 | 222                 | 212                 | 253                 | 282                 | 302                 | 312                 | 181                 | 160                 | 141                 | 134                 | 114                 |